# Кривовичевит
Кривовичевит — минерал, гидроксосульфат алюминия и свинца. Найден в 2004 году в натролит-эгирин-ортоклазовой жиле в луяврите горы Лепхе-Нельм, возле села Ловозеро, Кольский полуостров. 
Образует ксеноморфные зёрна размером до 1 см в агрегатах галенита. Обнаружен в виде белых прозрачных кристаллов в корке окисленных соединений, капсулирующих кубические кристаллы галенита. Формируется при гидротермальном изменении галенита и натролита; является переходной формой при окислении галенита до плюмбоярозита. 
Назван в честь Сергея Владимировича Кривовичева, профессора кафедры минералогии и кристаллографии Санкт-Петербургского университета, лауреата премии президента России.
Минерал бесцветный, цвет черты белый. Прозрачен, блеск стеклянный. Спайность отсутствует. Твёрдость по шкале Мооса 3. Излом раковистый.